# Епархия Тамбакунды
Епархия Тамбакунды (лат. Dioecesis Tambacundana) — епархия Римско-Католической церкви c центром в городе Тамбакунда, Сенегал. Епархия Тамбакунды входит в митрополию Дакара. Кафедральным собором епархии Тамбакунды является церковь Марии Царицы Вселенной.

## История
13 августа 1970 года Римский папа Павел VI издал буллу Universae Christianorum, которой учредил апостольскую префектуру Тамбакунды, выделив её из епархии Каолака и епархии Сен-Луи.
17 апреля 1989 года Римский папа Иоанн Павел II издал буллу Permagno cum gaudio, которой возвёл апостольскую префектуру Тамбакунды в ранг епархии.

## Ординарии епархии
- Clément Cailleau C.S.Sp.[1] (13.08.1970 — 24.04.1986);
- Jean-Noël Diouf (17.04.1989 — 5.08.2017, в отставке);
  - Sede vacante (2017—2021);
- Paul Abel Mamba (4.11.2021 — по настоящее время).

## Источник
- Annuario Pontificio, Libreria Editrice Vaticana, Città del Vaticano, 2003, ISBN 88-209-7422-3
- Булла Universae Christianorum,  (лат.)
- Булла Permagno cum gaudio  (лат.)